# Karl Krumpl
Karl Krumpl (* 27. September  1909 in Sankt Veit an der Glan; † 22. März 1945 in Wien) war ein österreichischer Politiker und Widerstandskämpfer gegen den Nationalsozialismus.

## Leben
Karl Krumpl war der uneheliche Sohn von Gabriela geb. Klatzer (* 23. März 1887). Diese heiratete den Stationsmeister der Staatsbahn, Stefan Krumpl (* 27. Mai 1870; † 19. Juni 1924). Mit Erlass der Landesregierung für Kärnten vom 11. September 1915 erhielt er den Familiennamen „Krumpl“ des Stiefvaters. 
Er besuchte fünf Klassen Volksschule in St. Veit und dann drei Klassen Gymnasium in Klagenfurt. Nach dem Gymnasium lernte er den Beruf des Schriftsetzers und arbeitete dann bis 1934 bei der Druckerei Carinthia.
Krumpl war Mitglied der katholischen Studentenverbindung Nibelungia Klagenfurt, die nach dem Zweiten Weltkrieg in der K.Ö.St.V. Babenberg Klagenfurt im MKV aufgegangen ist.
Er war römisch-katholisch und heiratete am 18. Juli 1932 Pauline Goritschnik (* 4. Mai 1909; † 21. März 1996).

## Politik
Im Ständestaat wurde er Funktionär der Ostmärkischen Sturmscharen und Sekretär der Vaterländischen Front, sowie von 1934 bis 1938 Abgeordneter im Kärntner berufsständischen Landtag für den Berufsstand Gewerbe. Am 27. März 1935 legte er aufgrund des Verlusts des passiven Wahlrechts das Mandat nieder und Hans Rebholz wurde an seiner Stelle zum Abgeordneten ernannt. Nach dessen Rücktritt am 8. Oktober 1935 wurde er erneut Landtagsmitglied. 1934 war er im Landtag Mitglied des Schul- und des Verfassungsausschusses. Dazu saß er im Klagenfurter Gemeinderat.
Nach dem „Anschluss“ Österreichs wurde er zur vier Jahren Kerkerhaft verurteilt, im Juli 1941 entlassen. Der Rest der Strafe wurde ihm erlassen.
Im Österreich in der Zeit des Nationalsozialismus war Krumpl gemeinsam mit dem Priester Anton Granig führend an der Gründung der Widerstandsgruppe Antifaschistische Freiheitsbewegung Österreichs beteiligt. Er betrieb die Vernetzung der Gruppe mit Widerstandsbewegungen in Wien und Slowenien. Auch seine Frau Paula war in dieser Gruppe aktiv.
Er ging im November 1942 wegen Gauverweisung  zur Wehrmacht und kämpfte im Afrikafeldzug. Am 19. März 1943 wurde er in Tunis festgenommen und dem Landgericht Wien überstellt, nachdem die Gruppe in Kärnten zerschlagen wurde. Am 11. August 1944 wurde er vor dem Volksgerichtshof unter Vorsitz von Kurt Albrecht zum Tode verurteilt.

## Andenken

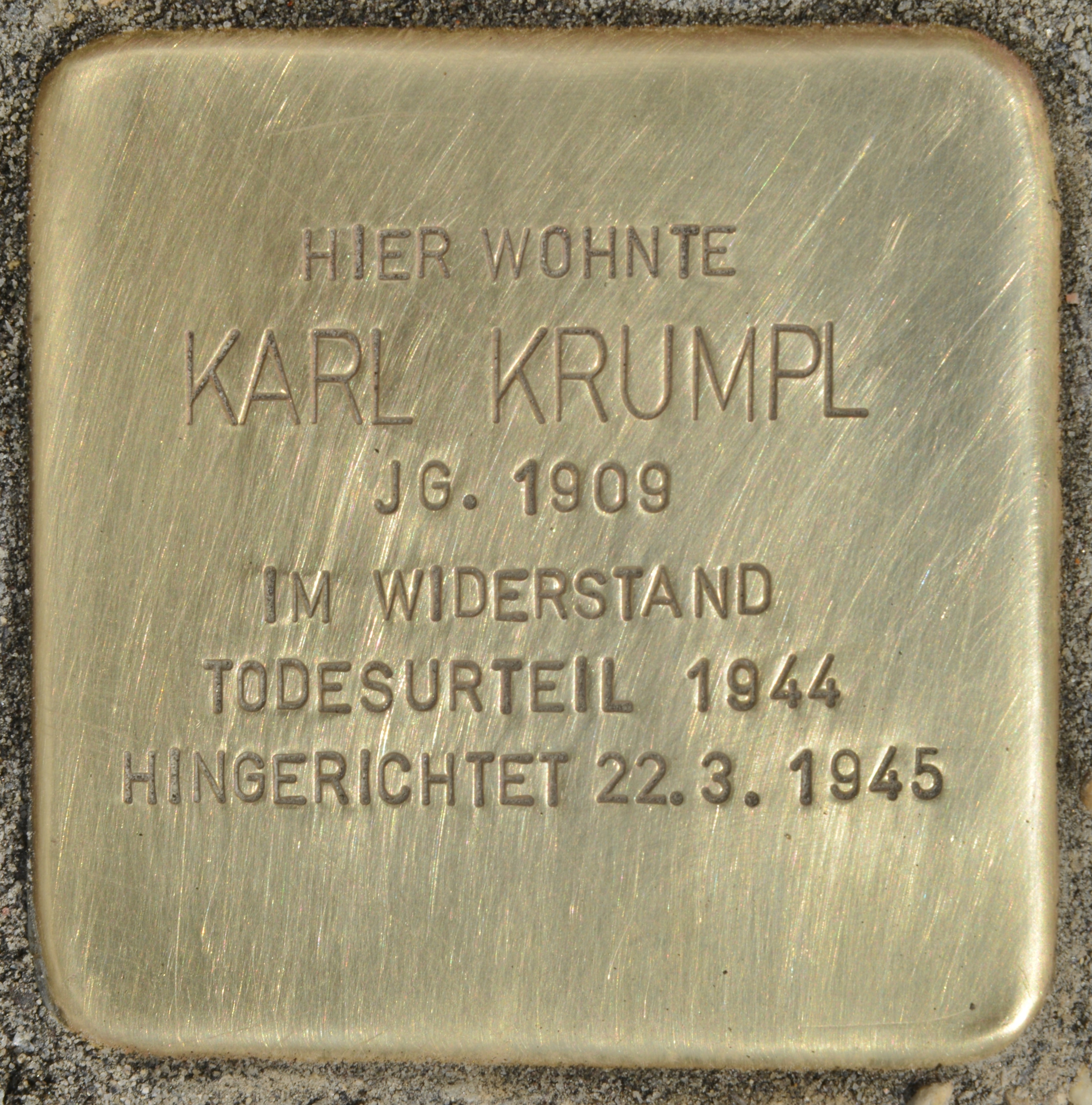
Stolperstein für Karl Krumpl

- An Karl Krumpl wird auf einer Tafel im Landhaus Klagenfurt erinnert, die zum Gedenken an sechs der nationalsozialistischen Diktatur zum Opfer gefallenen Kärntner Parlamentarier errichtet wurde.[7]
- Im Weiheraum, dem ehemaligen Hinrichtungsraum im Wiener Landesgericht, ist Karl Krumpl auf der Gedenktafel für die hier Getöteten angeführt.[8]
- An seiner letzten Wohnadresse in Klagenfurt erinnert ein Stolperstein an Karl Krumpl.[2]
- 1979 wurde er posthum mit dem Ehrenzeichen für Verdienste um die Befreiung Österreichs ausgezeichnet